# Abrasió traumàtica de la pell
Una abrasió traumàtica (de la pell o cutània) o erosió traumàtica (de la pell o cutània) (o, senzillament -entenent com a lesió de la pell-, abrasió o erosió) és una ferida oberta de gruix parcial causada per danys a la pell i pot ser superficial i afectar només l'epidermis o ser més fonda, afectant la dermis profunda. Les abrasions solen implicar un sagnat mínim. Les abrasions lleus, també conegudes com a rascada (superficial), no formen cicatrius ni sagnen perquè la dermis queda intacta, per contra, les abrasions profundes en afectar les estructures dèrmiques normals poden conduir a la formació de teixit cicatricial. Una abrasió més traumàtica que elimina totes les capes de la pell s'anomena avulsió.
Les lesions per abrasió es produeixen amb més freqüència quan la pell exposada, en desplaçament, entra en contacte amb una superfície rugosa, provocant una trituració o fregament de les capes superiors de la pell.

## Per grau

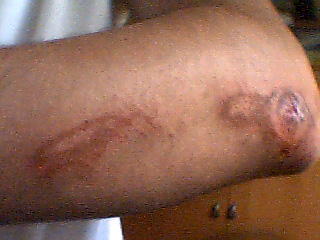
Abrasions al colze i al braç inferior. La ferida del colze produirà una cicatriu.

- Abrasió de primer grau només implica una lesió epidèrmica.
- Abrasió de segon grau afecta l'epidermis i la dermis i pot sagnar lleugerament.
- Abrasió de tercer grau implica danys a la capa subcutània i la pell i sovint s'anomena avulsió.

## Tractament
S'ha de netejar l'abrasió i eliminar qualsevol residu. S'ha d'aplicar un antibiòtic tòpic (com la neomicina o la bacitracina) per prevenir la infecció i per mantenir la ferida humida. Tapar la ferida és beneficiós perquè ajuda a mantenir la ferida humida, el que facilita la cicatrització. Si l'abrasió és dolorosa, es pot aplicar un analgèsic tòpic (com la lidocaïna o la benzocaïna), però per a abrasions grans, pot ser necessari un analgèsic sistèmic. Eviteu exposar la pell abrasada al sol, ja que es pot desenvolupar una hiperpigmentació permanent.